# Tarquinia Tarquini

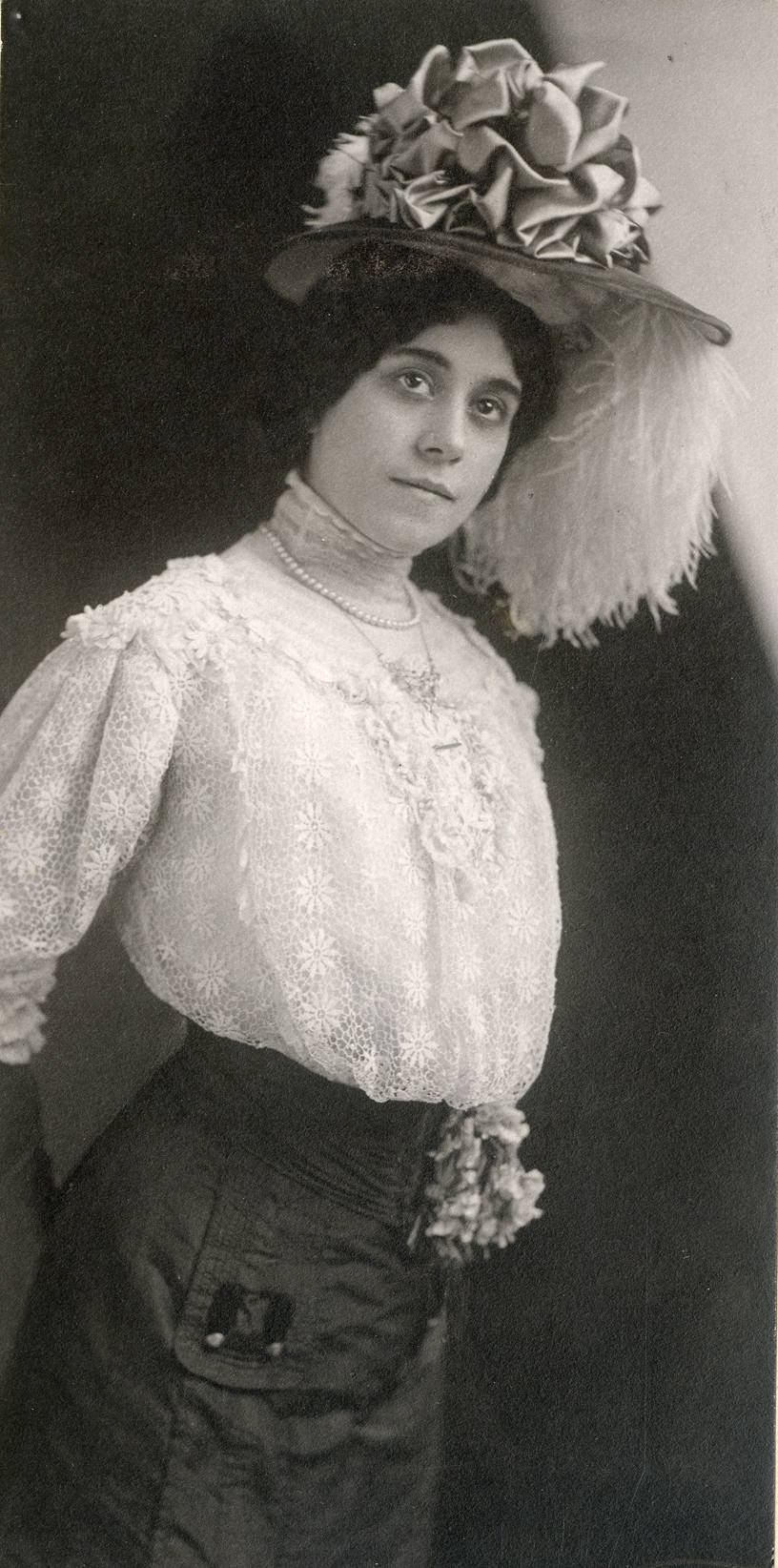
Tarquinia Tarquini (1907)

Tarquinia Tarquini (* 1882 in Colle di Val d’Elsa; † 25. Februar 1976 in Mailand) war eine italienische dramatische Sopranistin.

## Leben und Wirken
Tarquinia Tarquini studierte Gesang am Conservatorio Giuseppe Verdi in Mailand und privat in Florenz. Sie gab 1905 ihr Bühnendebüt und spielte die nächsten zwei Jahre in Opernhäusern in ganz Italien.
1907 brachte sie der Impresario Henry Russell in die USA, damit sie sich seiner in Boston ansässigen Opernkompagnie San Carlo Opera Company anschließe. Sie gab ihr Debüt bei ihr in Boston als Santuzza in Mascagnis Cavalleria rusticana und machte dann eine Nordamerika-Tour mit der Truppe. Im selben Jahr spielte sie auch die Titelrolle bei der US-Premiere von Cileas Adriana Lecouvreur am French Opera House in New Orleans.
Zwischen 1908 und 1911 trat Tarquini in Opern in Österreich, Ägypten, Italien und Portugal auf. Zu den Rollen, die sie sang, gehörten Cio-Cio-San in Puccinis Madama Butterfly, Maddalena di Coigny in Giordanos Andrea Chénier, Mimì in Puccinis La Bohème und die Titelrolle in Massenets Manon. Sie wurde besonders für ihre Darstellung der Titelrolle in Richard Strauss’ Salome gelobt und war als gute Tänzerin eine der ersten Opernsängerinnen, die den Tanz der sieben Schleier selbst aufführten, was einige konservative Kritiker schockierte.
Am 14. Oktober 1911 spielte Tarquini die Titelrolle bei der Weltpremiere von Zandonais Conchita im Teatro Dal Verme in Mailand. Ihr Auftritt war ein triumphaler Erfolg, und sie spielte die Rolle mehrmals, unter anderem am Royal Opera House in London (1912), am Cort Theatre in San Francisco (1912), am Philharmonic Auditorium in Hollywood (1912), am Heilig Theatre (Fox Theatre) in Portland, Oregon (1912), am Metropolitan Opera House in Philadelphia (1912), am Auditorium Theatre in Chicago (1913), an der Metropolitan Opera in New York (1913) und am Teatro San Carlo in Neapel (1913). Sie feierte 1912 auch einen wichtigen Erfolg im Londoner Royal Opera House in Bizets Carmen. Conchita und Salome waren ihre häufigsten Rollen.
Tarquinis Stimme wurde nie aufgezeichnet.
Tarquinia Tarquini heiratete 1917 den Komponisten und Dirigenten Riccardo Zandonai und trat im gleichen Jahr von der Bühne zurück. Danach lebte sie bis zu ihrem Tod die meiste Zeit mit Zandonai in Mailand. Sie starb dort im Alter von 93 Jahren.